# Los cacharros majaretas
Los cacharros majaretas es una historieta del dibujante de cómics español Francisco Ibáñez perteneciente a la serie Mortadelo y Filemón.

## Sinopsis
La T.I.A. quiere entrar a formar parte de la M.O.S.C.A. (Mundial Organization Secreten Control Agency). Esa organización exige que sus filiales tengan unos modernos sistemas de transporte y los vehículos de la T.I.A. son un poco antiguos. Para conseguir entrar en la M.O.S.C.A. la T.I.A. se ha propuesto renovar sus medios de transporte y para ello contará con la ayuda del profesor Bacterio. Él se encargará de diseñar y fabricar toda clase de vehículos estrafalarios (un submarino atómico, una furgoneta anfibia, un carrito de bebé, una silla de ruedas con motor de uranio, etc.) y Mortadelo y Filemón tendrán que probarlos.

## En otros medios
- Ha sido adaptado al completo en el episodio de la serie de televisión sobre los personajes.[2]